# おはなはん
『おはなはん』は、1966年4月4日から1967年4月1日まで放送された
NHK「連続テレビ小説」第6作のテレビドラマ。全310回。

## 概要
明治中期の愛媛県大洲市出身のお茶目で明るい主人公・はなは、軍人とお見合いで結婚し子供も授かったが夫は病で他界してしまう。女手一つで子供たちを育てながら、幾多の困難を乗り越えて成長していく姿を描いた。
原作は、林謙一が母・林ハナの思い出を『婦人画報 』に載せた、8ページほどの『随筆・おはなはん一代記』である。
主人公はな役は当初、森光子に内定していたが、撮影開始直前の1965年11月に急病（乳腺炎）により降板し、急遽白羽の矢が立ったのが樫山文枝であった。新人女優であった樫山文枝が、10代から80代までの一代記を一人で演じた。
再放送時間は、前作『たまゆら』までは月 - 土 12時40分 - 12時55分であったが、本作から12時45分 - 13時に変更された。

## あらすじ
1903年（明治36年）、「おはなはん」という愛称で呼ばれる浅尾はなは、明るくお茶目で人気者であった。おはなはんが松山県立女学校を卒業するとすぐに父は、はなと速水中尉との縁談を決めた。お見合いを嫌がるはなは縁談を壊そうとしていたが、一方の速水中尉も予想されるロシアとの戦争を前にしている今なので、縁談を断りに来たのであった。しかし、2人は妙に親近感を覚えて結婚することとなった。2人とはなの父母は、婚礼のために鹿児島へ向かった。男尊女卑が色濃い鹿児島で速水の祖父はよそ者に冷たかったが、はなの明るさが気持ちをやわらげた。婚礼の後、2人は速水の転属先である東京で新婚生活を始めた。長男・謙一郎が生まれたときに、日露戦争が勃発し、速水は出征したが、やがて無事に帰って来た。速水の転属により、一家は弘前へ移ることになったが、長女が生まれたばかりであったおはなはんと2人の子は春まで出発を延ばして速水だけが赴任することになった。赴任先へ向かう途中の汽車で速水は自殺しようとしていた女を助ける。その女は弘前の芸者であった。いつしか彼女は速水の自宅に通うようになっていた。長い冬が終わり弘前に着いたおはなはんはその事実を知り苦悩する。どうにか縁が切れて一安心していたところへ速水のドイツ大使館勤務が決定する。忙しく荷造りをしていたところ、夫の速水は演習中に急死してしまう。
未亡人となったおはなはんは愛媛に戻るが実家の稼業は傾きかけており、子供たちを残して医者を志して単身東京に行き東京女子医専で学ぶ。しかし母の急死や様々な理由で医者になることを諦め、産婆として働き始める。

## 視聴率・人気
放送期間平均視聴率は45.8%、最高視聴率は56.4%（ビデオリサーチ調べ、関東地区・世帯）。
NHKに寄せられた反響も大きく、本作が放送が始まると主婦がテレビの前でくぎづけとなり、朝ドラが始まった途端に水量メーターが急に下がり、水の出がよくなったという逸話もある。
本作の成功が「新人女優の登竜門」といわれるきっかけを作ったともされる。

## キャスト
浅尾はな → 速水はな
演 - 樫山文枝
速水謙太郎
演 - 高橋幸治
長男・謙一郎
演 - 津川雅彦（古関八州夫）
謙一郎の妻・由紀子
演 - 川口敦子
息子・謙吾
演 - 小川吉信
謙吾の妻・マリーナ
演 - コニー・ウィリアムソン
父・平造
演 - 中村俊一
母・てる
演 - 楠田薫
弟・正太
演 - 小林幸雄
祖父・襄介
演 - 花沢徳衛
叔母・よし
演 - 木村俊恵
馬丁・細倉亀吉
演 - 大辻伺郎
亀吉の妻・細倉とく（おとく）
演 - 野村昭子
謙一郎の初恋の人・久米絢子
演 - 真屋順子
溝呂木老人
演 - 殿山泰司
溝呂木の妻・しげ
演 - 夏川静枝
おぎん
演 - 菅井きん
弘恵
演 - 植田多華子
坪井
演 - 陶隆
早川紀代
演 - 長谷川澄子
江島好江
演 - 香川久美子
鈴木秋子
演 - 鈴木弘子
永井とみ
演 - 加藤澄江
お手伝い・おまき
演 - 高山真樹
孝男
演 - 篠原賢治
竹内先生
演 - 水島晋
小川先生
演 - 中山昭二
伊勢屋・番頭
演 - 近江俊輔
道で会った学生
演 - 松島滋広
校長
演 - 石島房太郎
教頭
演 - 中江隆介
教師
演 - 高木均
写真屋
演 - 落合義雄
電報配達人
演 - 及川ヒロオ
医者
演 - 北見治一
酒蔵若主人
演 - 井上真樹夫

## スタッフ
- 原作：林謙一（『随筆・おはなはん一代記』より）[2]
- 脚本：小野田勇[2]
- 音楽：小川寛興[2]
- 演奏：アンサンブル・ミニョイ
- イメージソング：「おはなはん」（歌：倍賞千恵子）
- タイトル挿絵：風間亮[2]
- 制作：古閑三千郎[2]
- 演出：松井恒男、岸田利彦、田中昭男[2]
- 語り：永井智雄

## 映像の現存状況
オリジナルと3種類の編集版がある。現存する映像はすべてテレビ画面をフィルムカメラで撮影し編集したものである（キネコ）。
- オリジナル版
  - 本放送で放送されたもので放送回数全310回のうち現存する回は、第8回、第10回、第58回、第91回、第95回、第96回、第155回、第168回、第228回の9回分のみである。
- 特集おはなはん
  - 大変な人気を博したため、時間帯の都合で見られない視聴者のために、1週間の内容15分×6回を1時間に再編集した『特集おはなはん』を、1966年7月3日から毎週日曜日（10月9日までは13時40分 - 14時40分、10月16日以降は22時10分 - 23時）に放送した。
  - この特集おはなはん版48回は全話現存する[注釈 1]。
- BSアンコール版
  - 連続テレビ小説の初めての再放送の第1作目「連続テレビ小説・アンコール」（1993年4月6日 - 10月7日）のため、前述の特集おはなはんを半年間の再放送枠に合わせて1回15分に再編集したものである[14]。
- セルビデオ版
  - おはなはん総集編として前後編各100分全10巻(前編5巻と後編5巻)がセルビデオとして発売。

## ドラマ『おはなはん一代記』
『おはなはん』放送以前の1962年11月2日、単発のドラマとしてNHKで放送された、第17回芸術祭奨励賞受賞作品。
単発ドラマで森光子が主演を務めていたことから『おはなはん』でも森が主演となる予定であった。
他の出演者には、東山千栄子、神山繁、沢村貞子、蜷川幸雄、加藤武、北村和夫などがいる。

### 大洲市

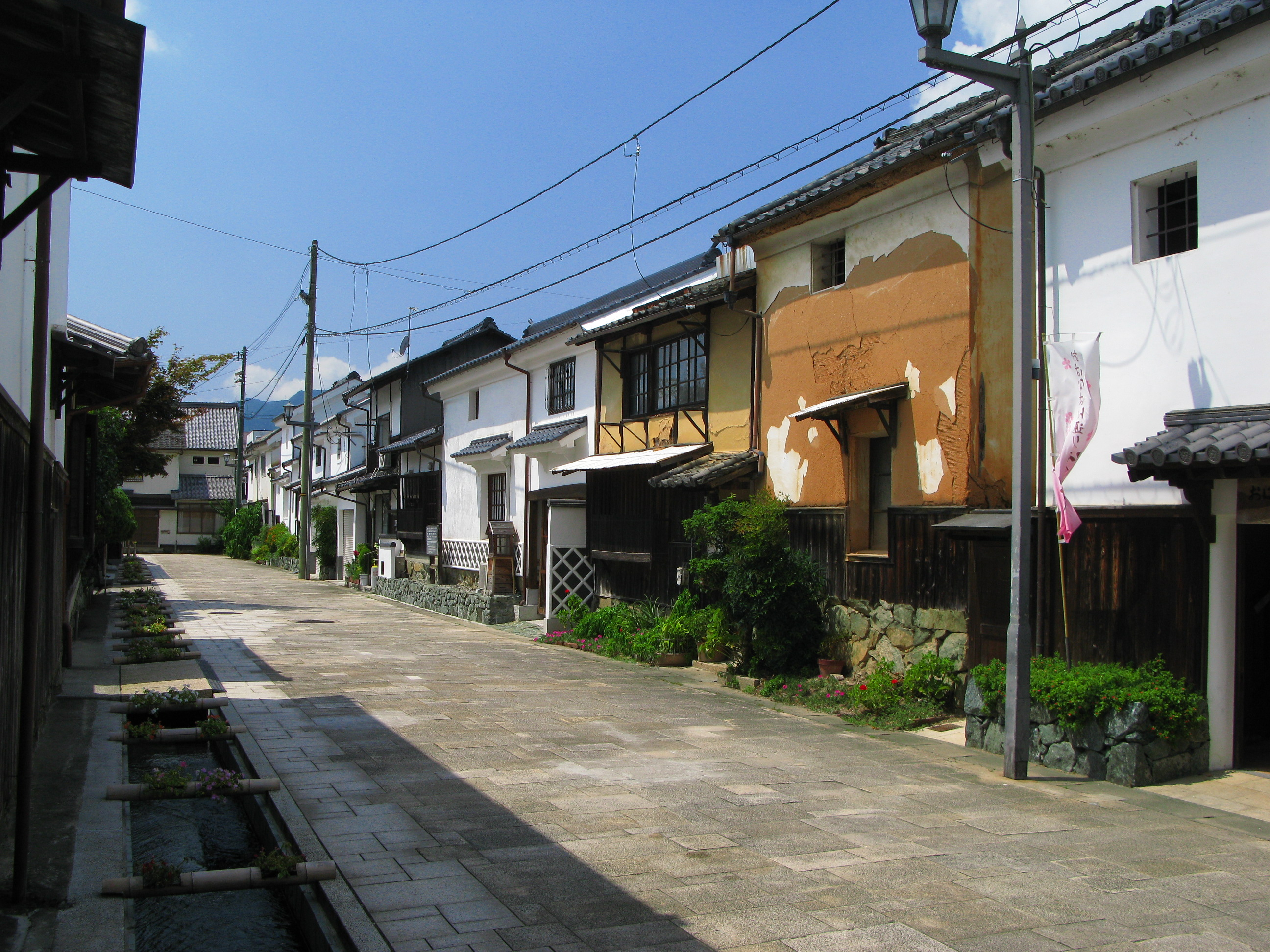
おはなはん通り（大洲市）

大洲市には「おはなはん通り」があり、名所になっている。また番組名を採った銘菓も存在する。防災行政無線の時報も「おはなはん」のテーマ曲のメロディーである。